# Ceramica di Laverstock

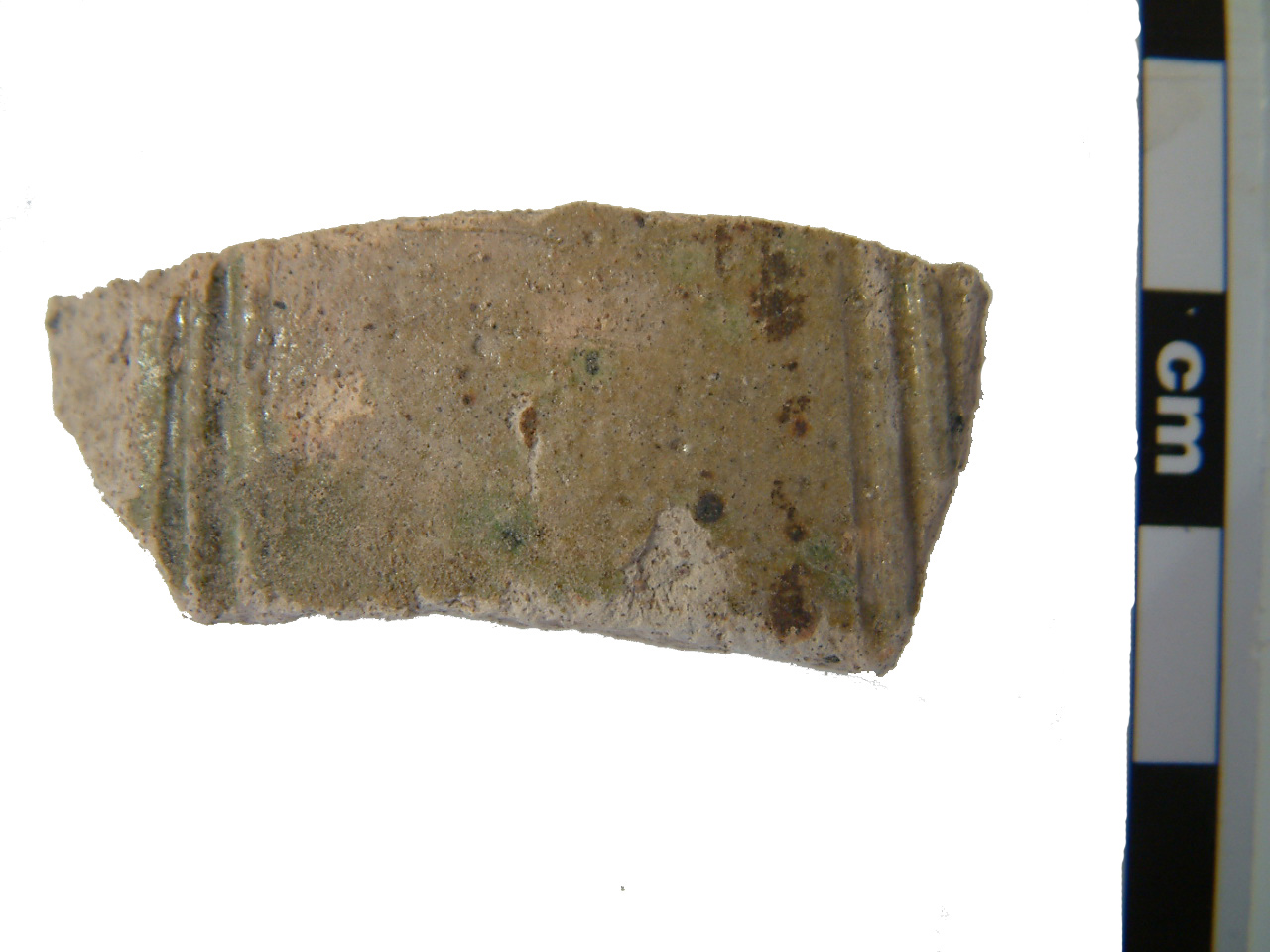
Frammento di vaso medievale in ceramica di Laverstock

La ceramica di Laverstock prende il nome dall'omonimo, villaggio e parrocchia civile nella contea del Wiltshire nel Sud Ovest dell'Inghilterra, Regno Unito. Questa ceramica è stata prodotta dall'XI secolo al XIV secolo. 

## Storia
Tra il 1955 e il 1963 a Laverstock nel Wiltshire si sono svolte indagini archeologiche su un sito medievale britannico di produzione di ceramica nella Foresta Reale di Clarendon. È stata esaminata un'area di circa 1,5 acri che hanno permesso di individuare nove fornaci a doppia camera di combustione. Sono stati identificati tre edifici principali, partendo dal primo scoperto nel 1955. In precedenza Frank Stevens, nel 1940, aveva già individuato sul sito alcuni frammenti medievali. Questi ritrovamenti si sono avuti durante il livellamento di terreni precedentemente utilizzati come orti e derivanti da lavori stradali. Di particolare interesse è un luogo identificato come una bottega di ceramisti. La prima fornace fu trovata lungo una nuova linea stradale nel 1958 e ulteriori indagini furono agevolate da un finanziamento del Ministero dell'Edilizia e dei Lavori Pubblici. Nell'area si sono trovate complessivamente diciotto fosse, alcune risalenti al XII secolo e appartenenti a una fase prepararatoria. La ceramica di Laverstock, nel periodo della sua produzione che è andato dall'XI al XIV secolo era ampiamente distribuiti in tutta la parte meridionale dell'Inghilterra. I manufatti arrivavano anche a Londra ed erano particolarmente apprezzati dalla corte.

## Descrizione
I frammenti e i pezzi integri recuperati consentono un'identificazione temporale precisa e forniscono informazioni relative alle capacità tecniche e artistiche delle popolazioni del territorio attorno a Laverstock oltre a spiegare le vie di commercio  e trasporto dell'epoca. Il Salisbury and South Wiltshire Museum considera la collezione di questi reperti di eccezionale importanza. Il materiale ceramico prodotto contiene inclusioni di ferro e selce e si presenta in forme di brocche, pentole, piatti, coprifuoco, padelle e salvadanai. Le fornaci producevano anche altri manufatti come materiale da costruzione come tegole di colmo, comignoli e tubi di scarico. In particolare un gruppo di brocche medievali smaltate provenienti dalle fornaci di Laverstock, vicino a Salisbury, tipiche di questa industria che produceva grandi quantità di ceramiche di uso quotidiano di ogni tipo, sono conservate nel museo di Salisbury.